# Adele Juda
Adele Juda (München, 09 maart 1888 – Innsbruck, 31 oktober 1949) was een Oostenrijkse psychiater en neuroloog.  

## Biografie
Juda werd geboren als dochter van grafisch kunstenaar Karl Juda en zijn vrouw Maria. Door de werkzaamheden van haar vader woonde Juda op verschillende plekken waaronder München, Innsbruck en Praag. Juda studeerde muziek maar brak deze studie om gezondheidsredenen af. Tussen 1917 en 1919 werd ze verscheidene keren onderzocht in de Klinik für Psychiatrie und Psychotherapie van München waar ze Edith Senger ontmoette. Door deze vriendschap leerde ze Ernst Rüdin, de man van Senger kennen, die haar interesse aanwakkerde voor de geneeskunde.
Juda promoveerde in 1929 op het onderwerp schizofrenie met het proefschrift Zum Problem der empirischen Erbprognosebestimmung. Über die Erkrankungsaussichten der Enkel Schizophrener. Zij werd Rüdins assistent aan de psychiatrische universitaire kliniek van Basel en daarna aan het Kaiser Wilhelm Instituut in München, nu bekend als het Max Planckinstituut. 
In 1945 keerde Juda terug naar Innsbruck waar ze van huis uit werkte als specialist in zenuw- en stemmingsstoornissen. Met Friedrich Stumpfl richtte ze in 1947 de Zentralstelle für Familienbiologie und Sozialpsychiatrie op.
Juda stierf aan poliomyelitis op 31 oktober 1949.

## Werk
In het eerste stadium van haar carrière richtte Juda zich onder andere op erfelijkheid van schizofrenie en de correlatie tussen een verstandelijke beperking en psychiatrische aandoeningen. 
Juda werd voornamelijk bekend door haar studie naar de incidentie van geestesziekten bij hoogbegaafden. Tijdens dit onderzoek, waarbij ze voortbouwde op inzichten van Cesare Lombroso, richtte zij zich voornamelijk op wetenschappers, kunstenaars en musici. Van 1928 tot 1944 onderzocht ze 293 proefpersonen en las 19.000 biografieën, waaronder die van twee vrouwen: dichter Annette von Droste-Hülshoff en beeldend kunstenaar Käthe Kollwitz.  Onder de mannen bevond zich onder andere Mozart.

## Postume weerklank
Juda's werk zou pas na haar dood gepubliceerd worden. Onderzoek gelieerd aan de omstreden Rüdin kreeg weinig aandacht door zijn betrokkenheid bij het nazi-selectiebeleid dat hij wetenschappelijke autoriteit gaf. Tijdens de Tweede Wereldoorlog kreeg Juda, vanwege haar joods klinkende naam, een verbod op het geven van lezingen. Desondanks kon Juda aantonen dat ze katholieke voorouders had.
Doordat de diagnostiek van geestelijke stoornissen in Juda's tijd nog in haar kinderschoenen stond, blijken de criteria op basis waarvan Juda onder meer schizofrenie van bipolaire stoornissen onderscheidde, troebel. Daarom werd haar werk sterk bekritiseerd.
Juda's onderzoek, dat zich in het historisch archief van het Max Planckinstituut bevindt, heeft nu vooral historische betekenis. De hoeveelheid en het soort documenten dat Juda verzamelde wordt nu gebruikt voor historisch onderzoek. Haar corpus laat zien wie er aan het begin van de 20e eeuw als genie werd benoemd en door het aantal deelnemende vrouwen (twee) aan het onderzoek weerspiegelt het ook de patriarchale tijdgeest. Op het moment dat ze haar onderzoek leidde, was het ongebruikelijk dat een vrouwelijke wetenschapper zo'n werk uitvoerde.

### Publicaties (onvolledig)
- Zum Problem der empirischen Erbprognosebestimmung : Über die Erkrankungsaussichten der Enkel Schizophrener, Springer, Berlin 1928. In: Zeitschrift f. d. ges. Neurol. u. Psychiatrie. Bd. 113 (zugleich München, Med. Diss., 1929)
- Höchstbegabung: Ihre Erbverhältnisse sowie ihre Beziehungen zu psychischen Anomalien, onder redactie van Bruno Schulz, Urban & Schwarzenberg, Berlijn/München 1953.